# برو هاپولد
برو هاپولد (انگلیسی: Buro Happold) شرکت مهندسی بریتانیایی است، که در سال ۱۹۷۶ تأسیس شد.